# Lahne
Lahne je malá zemědělská osada, součást obce Čab. Leží 3 km jižně od ní, v okrese Nitra, u silnice z Nových Sadů do Čakajovců a má železniční zastávku na trati Nitra – Radošina. Nachází se v Nitranské pahorkatině, na levém břehu Radošinky, při soutoku s potokem Andač. U osady je agroletiště.